# 6 км (пост)
6 кіломе́тр — залізничний пост Дніпровської дирекції Придніпровської залізниці.
Розташований біля західної околиці міста Кам'янське (місцевість Романкове) у Дніпровському районі Дніпропетровської області на лінії Новомосковськ-Дніпровський — Воскобійня між станціями Балівка (11 км) та Воскобійня (7 км).
Станом на лютий 2020 року пасажирське приміське сполучення по 6 км відсутнє.